# 纳沃甘德·伯鲁阿
纳沃甘德·伯鲁阿(1926 - 2002)，阿萨姆语新诗派诗人。1954至1964年在Cotton学院工作。他的诗更多地以智性取胜，着力描写印度当代社会价值的逐步毁灭以及诗人在这种价值毁灭中所经历的思想和心灵上的痛苫。其主要诗集有：《森林与都市》(1951)、《一、二、十二个星》(1958)、《我的与大地的》(1973)等。他的著名诗作《泥土》在深沉的悲哀中对未来寄托了些许的希望：“我们的祖先埋在河岸边，祖先的胸膛上长出厂野百合；在我们的农田里，子孙们会读到隐藏在我们化石里的关于生生死死的传说；我们生活的地方是我们的未来。”